# De nedre byer
De nedre byer er en fællesbetegnelse for de tre landsbyer Albæk, Vestrup og Tjærby samt en del af Østrup i Albæk Sogn, Randers Kommune.
Navnet refererer til byernes beliggenhed mellem morænebakkerne og det flade engdrag mod Randers Fjord. Historisk er gårdene i byerne udskilt fra Dronningborg Ryttergods ved dettes nedlæggelse i 1765. Størstedelen af de bevarede gårde er opført i den såkaldte kornsalgsperiode fra 1830 til 1875 og altså før dansk landbrug i stort omfang blev omlagt til animalsk produktion. Gårdene havde takket være beliggenhed ned til fjorden gode græsningsarealer og dermed indtjeningsmuligheder. Den velstand, der historisk har præget området bevidnes også af antallet af firlængede gårde.